# كبين (تشلاو)
کبین (بالفارسية: کپین) هي قرية تقع في إيران في مازندران. يقدر عدد سكانها بـ 0 نسمة بحسب إحصاء 2016.